# الحرب الشيشانية الأولى
الحرب الشيشانية الأولى، والمعروفة أيضا باسم الحرب في الشيشان، هي حرب دارت رحاها بين روسيا والشيشان بين ديسمبر 1994 وأغسطس 1996. أدت إلى استقلال فعلي وليس رسمي للشيشان عن روسيا وإنشاء جمهورية الشيشان إشكيريا.
بعد الهجمات الأولية من 1994-1995 وحدوث معركة غروزني المدمرة، أجبر الاتحاد الروسي محاولاً أن يتحكم في منطقة الجبال الشيشانية ولكن تم إحباطه عن طريق حرب العصابات الشيشانية والهجمات على الأرض، برغم قوة روسيا الهائلة في عدد الجنود والأسلحة والمساندة الجوية. أدى هذا إلى إضعاف معنويات الجيش الروسي بالإضافة إلى المعارضة شبه العالمية ضد الروس من أجل الصراع الوحشي[بحاجة لمصدر], مما حدى بحكومة بوريس يلتسين إلى إعلان وقف إطلاق النار في 1996 وتوقيع معاهدة سلام بعدها بسنة.
بلغت الخسائر الرسمية العسكرية الروسية 5.500، بينما معظم التقديرات تشير إلى 3,500 و7،500. على الرغم من عدم وجود أرقام دقيقة لعدد قتلى العسكريين الشيشان، فإن التقرير الرسمي الروسي يضع الرقم حوالي 15000. الانفصاليون الشيشان يدعوا أكثر من 3000. الارقام المختلفة تشير إلى أن عدد القتلى المدنيين بين 50000 - 100000, وأكثر من 200000 مصاب. هاجر أكثر من 500000 شخصا بسبب الصراع حيث أصبحت القرى والمدن على الحدود في دمار هائل.

## أصول الحرب في الشيشان

### الشيشان بين الإمبراطورية الروسية والاتحاد السوفياتي
غزت روسيا المرتفعات الشيشانية الأولى في عهد بطرس الأكبر، في أوائل القرن الثامن عشر. في أعقاب فترة طويلة ومقاومة شرسة خلال حرب القوقاز، أخيرا هزمت روسيا الشيشان وضمتها في 1870. كانت هناك محاولات شيشانية لاحقة للحصول على الاستقلال بعد سقوط الإمبراطورية الروسية، وفشلت في الشيشان في عام 1922 حيث تم دمجها مع روسيا البلشفية وبعد ذلك في الاتحاد السوفياتي. في عام 1936، اسس الزعيم السوفياتي جوزيف ستالين الجمهورية الاشتراكية السوفياتية الشيشانية الانجوشية ذاتية الحكم. في عام 1944، بناءا على أوامر من لافرينتي بيريا، تم ترحيل أكثر من مليون شيشاني، وانجوشيين، وعدد آخر من شعوب القوقاز الشمالية إلى سيبيريا ووسط آسيا، كعقاب رسمي بتهمة التعاون مع القوات الألمانية الغازية؛ وألغيت جمهورية انغوشيا والشيشان. في النهاية، منح السكرتير الأول السوفياتي نيكيتا خروشوف الشعوب الشيشانية والانجوشية) حق العودة إلى وطنهم واستعادة جمهوريتهم في عام 1957.

### انهيار الاتحاد السوفياتي ومعاهدة الاتحاد الروسي
روسيا أصبحت دولة مستقلة بعد انهيار الاتحاد السوفياتي في كانون الأول/ديسمبر 1991. كانت روسيا على نطاق واسع تعتبر الدولة الخلف للاتحاد السوفياتي، بعد أن فقدت معظم قواتها العسكرية وسلطتها الاقتصادية. سكان روسيا الجدد يتكونون من أكثر من 70 ٪ من سكان سوفياتة روسيا أثناء الاتحاد السوفياتي وشكلت الاختلافات العرقية والدينية تهديدا سياسيا أدى إلى التفكك في بعض المناطق. في العهد السوفياتي، كان في روسيا نحو 100 جنسية منحت مختلف الحقوق. العلاقات بين هذه الكيانات مع الحكومة الفيدرالية ومطالب الاستقلال تفجرت إلى قضية سياسية كبرى في أوائل 1990. بوريس يلتسين أدرج هذه المطالب في عام 1990 في حملته الانتخابية من خلال الزعم بأن القرار أولوية عالية.
كانت هناك حاجة ملحة لقانون لوضع تعريف واضح لصلاحيات كل فدرالية اتحادية. وكان هذا هو القانون الذي صدر في 31 مارس 1992، عندما وقع يلتسين ورسلان حسبولاتوف، جين كان رئيسا للمجلس الأعلى الروسي وواحدا من العرقية الشيشانية معاهدة الاتحاد ثنائية مع 86 من أصل 88 من الفدراليات الاتحادية.
في جميع الحالات تقريبا، كانت مطالبة بالمزيد من الحكم الذاتي أو الاستقلال تطبق عن طريق تنازلات من الحكم الذاتي الإقليمي والامتيازات الضريبية. في المعاهدة ثلاثة أنواع أساسية من الفيدراليات وموازين القوى التي كانت مخصصة للحكومة المحلية والاتحادية. الفيدراليتان الوحيدتان التي لم توقع على المعاهدة هي الشيشان وتتارستان. في نهاية المطاف، في ربيع عام 1994، وقع الرئيس يلتسين سياسية خاصة مع رئيس تتارستان، ومنح العديد من الطلبات للحصول على استقلال هذه الجمهورية داخل روسيا، ومن ثم، أصبحت الفيدرالية الوحيدة التي لم توقع على المعاهدة هي الشيشان. لا يلتسين ولا الحكومة الشيشانية حاولت أي مفاوضات جدية، وسوف يتدهور الوضع إلى صراع كامل.

### إعلان الاستقلال الشيشاني

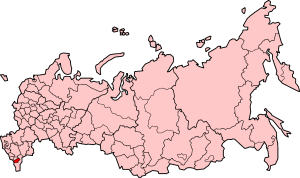
الشيشان بالأحمر في روسيا

من جهة أخرى، في 6 سبتمبر 1991، قام نشطاء من حزب المؤتمر الوطني للشعب الشيشاني (NCChP)، التي أنشأها قائد فرقة عسكرية في سلاح الجو السوفياتي جوهر دوداييف، باقتحام دورة للسوفيات الأعلى الشيشاني الأ نجوشي ASSR بهدف تأكيد الاستقلال. تسبب في وفاة رئيس لجنة فرع غروزني من الحزب الشيوعي للاتحاد السوفياتي فيتالي Kutsenk، الذي إما قتل رميًا بالرصاص أو في محاولته الهرب. وحل فعليًا الجمهورية الشيشانية الأنجوشية. في الشهر التالي، حصل دوداييف على دعم شعبي [بحاجة لمصدر] لاسقاط الحكومة المؤقتة بدعم من الحكومة المركزية. عين الرئيس واعلن الشيشان استقلاله عن الاتحاد السوفياتي.
في تشرين الثاني/نوفمبر 1991، أوفد يلتسين القوات الداخلية إلى غروزني، ولكنها اضطرت إلى الانسحاب حين احاطتها قوات دوداييف في المطار. بعد اعتماد الإعلان الأولي لسيادة الشيشان، انقسمت الجمهورية الشيشانية الانجوشية ذاتية الحكم إلى نصفين في حزيران/يونيو 1992 في خضم الصراع المسلح بين الانجوشيين ضد فدرالية أخرى من الجمهورية الروسية، أوسيتيا الشمالية. جمهورية إنغوشتيا التي أنشئت حديثا انضمت إلى الاتحاد الروسي، في حين أعلنت الشيشان الاستقلال الكامل عن موسكو في عام 1993 في اطار جمهورية الشيشان إشكيريا (ChRI).

## النزاع الداخلي في الشيشان والتوتر بين غروزني وموسكو
من عام 1991 إلى عام 1994 عشرات الآلاف من الناس من غير الشيشانيين تركوا الجمهورية وسط تقارير عن أعمال عنف وتمييز ضد السكان غير الشيشان (و معظمهم من الروس والأوكرانيين والأرمن). بدأت الصناعة الشيشانية بالانهيار نتيجة لمغادرة العديد من المهندسين والعمال الروس أو طردهم من الجمهورية. خلال الحرب الأهلية الشيشانية الغير معلنة، تعاطفت كل الفصائل التي تعارض دوداييف فيما بينها وقاتلت من أجل السلطة، وأحيانا في معارك ضارية مع استخدام الأسلحة الثقيلة. في آذار/مارس 1992، اجرت المعارضة محاولة انقلاب، ولكن المحاولة سحقت بالقوة. وبعد شهر، عرض دوداييف رئاسية مباشرة للمادة، وفي يونيو 1993، حل البرلمان الشيشاني لتفادي إجراء استفتاء على التصويت لعدم الثقة. في أواخر تشرين الأول/أكتوبر 1992، أرسلت القوات الفيدرالية الروسية لمنطقة الصراع الاوسيتي الانجوشي وصدرت الأوامر إلى الانتقال إلى الحدود الشيشانية؛ دوداييف الذي نظر في هذا «عمل عدواني ضد جمهورية الشيشان»، أعلنت عن حالة الطوارئ وهدد بتعبئة عامة، إذا لم تنسحب القوات الروسية من الحدود الشيشانية.

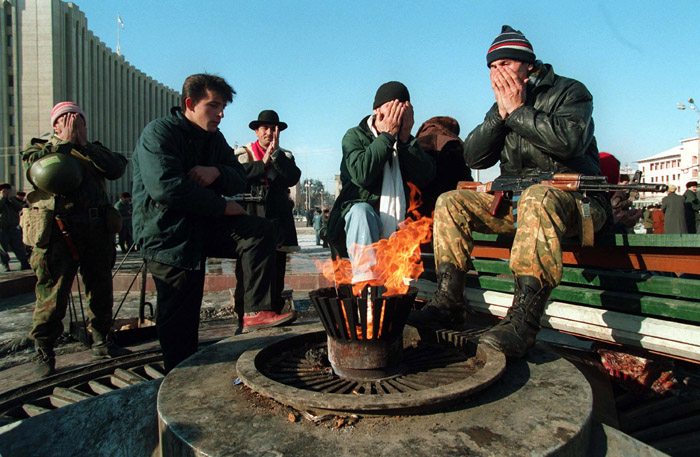
انصار دوداييف قرب قصر غروزني الرئاسي في 1992

بعد انطلاق محاولة انقلاب أخرى جرت في كانون الأول/ديسمبر 1993، نظمت المعارضة نفسها في المجلس المؤقت لجمهورية الشيشان، باعتبارها بديلا ممكنا لحكومة الشيشان، طالبة من موسكو الحصول على مساعدة. في آب/أغسطس 1994، تحالفت فصائل المعارضة الموجودة في شمال الشيشان على نطاق واسع وبدأت حملة مسلحة لإزالة حكومة دوداييف. زودت موسكو سرا المتمردين بدعم مالي للقوات ومعدات عسكرية ومرتزقة. علقت روسيا أيضا جميع الرحلات المدنية إلى غروزني في حين أن قوات حرس الحدود والطيران، انشات حصارا عسكريا للجمهورية في نهاية المطاف، وبدأت الطائرات الروسية العمليات القتالية فوق الشيشان. قوى المعارضة، والتي انضمت إليها القوات الروسية، بدأت هجوما منظما وسريا فاشلا على غروزني وقصر غروزني الرئاسي في منتصف تشرين الأول/أكتوبر 1994، وتلتها معركة غروزني (نوفمبر 1994). على الرغم من الدعم الروسي، سواء المحاولة الأولى أو الثانية لم تكلل بالنجاح. في خطوة تمثل احراجا كبيرا للالكرملين، نجح الموالون لدوداييف في اسر 20 من الجيش الروسي وحوالى 50 من المواطنين الروس الذين تم تعيينهم من قبل سرا لمساعدة تنظيم المجلس المؤقت. في 29 تشرين الثاني، أصدر الرئيس الروسي بوريس يلتسين إنذارا لجميع الفصائل المتحاربة في الشيشان يأمرهم بنزع سلاحهم واستسلام. رفضت حكومة غروزني وامر يلتسين جيشه «لاستعادة الحكم الدستوري» عن طريق القوة.
منذ 1 ديسمبر، والقوات الروسية تنفذ علنا قصفا جويا ثقيلا في الشيشان. يوم 11 ديسمبر من عام 1994، بعد خمسة أيام من موافقة دوداييف ووزير الدفاع الروسي الجنرال بافل غراتشيف على «تجنب استخدام مزيد من القوة»، دخلت القوات الروسية في الجمهورية من أجل «إقامة النظام الدستوري في الشيشان والحفاظ على وحدة أراضي روسيا». غراتشيف تفاخر انه يمكن اسقاط دوداييف في بضع ساعات مع فوج واحد محمول جوا، وأعلن أنها ستكون حربا خاطفة غير دموية، وإن ذلك لن يدوم لفترة أطول من 20 ديسمبر.

## الحرب الروسية في الشيشان

### المراحل الأولية

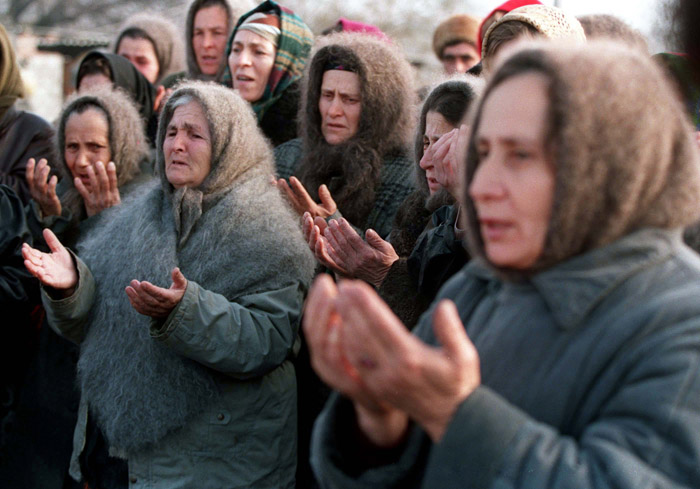
نساء شيشانيات تطلب من الله عدم تقدم القوات الروسية إلى العاصمة غروزني سنة 1994

في 11 ديسمبر 1994، شنت القوات الروسية على ثلاثة محاور هجوما بريا باتجاه غروزني. اوقف الهجوم الرئيسي مؤقتا بسبب نائب قائد القوات البرية الروسية، الجنرال ادوارد فوروبيوف، الذي استقال احتجاجا، وذكر أن «إرسال الجيش ضد ناس من نفس وطنه جريمة». كثيرون في الجيش الروسي والحكومة عارضوا الحرب كذلك. مستشار يلتسين لشؤون الجنسية، اميل بين، ونائب وزير الدفاع الجنرال بوريس غروموف (القائد المزعوم في الحرب السوفياتية الأفغانية)، كما استقال احتجاجا على الغزو (ستكون حمام دم، وأفغانستان أخرى، كما قال جروموف في التلفزيون)، كما فعل الجنرال بوريس بولياكوف. أكثر من 800 من الجنود المحترفين والضباط رفضوا المشاركة في هذه العملية، ومن هؤلاء 83 أدينوا من قبل المحكمة العسكرية والبقية برؤوا. في وقت لاحق رفض الجنرال ليف روخلين أن يعلن كبطل روسيا لدوره في الحرب.
القوات الشيشانية الجوية (فضلا عن أسطول الجمهورية من الطائرات المدنية) دمر تماما في غارات جوية في الساعات القليلة الأولى من الحرب، في حين أن نحو 500 شخص استفادوا من عفو منتصف شهر ديسمبر الذي أعلنه الرئيس الروسي بوريس يلتسين لأعضاء الجماعات المسلحة التابعة لجوهر دوداييف. ومع ذلك، فان توقعات مكتب بوريس يلتسين بتوجيه ضربة سريعة قاضية، يتبعها بسرعة استسلام شيشاني وتغيير في النظام كانت خاطئة. وجدت روسيا نفسها في مستنقع عمليا على الفور. فالروح المعنوية لدى القوات، الإعداد وعدم فهم لماذا أو اين أرسلت، كان منخفضا منذ البداية. بعض الوحدات الروسية عصت أوامر التقدم، وفي بعض الحالات، فإن القوات قامت بتخريب معداتها الخاصة. في انغوشيا، اوقف المتظاهرون المدنيون العمود الغربي واشعلوا النار في 30 مركبة عسكرية، في حين أن نحو 70 من المجندين هجروا وحداتهم. أوقفت المقاومة الشيشانية الغير المتوقعة العمود الشمالي في معركة دولنسكوي وتكبد الروس الخسائر الجسيمة الأولى. في عمق الشيشان، قامت مجموعة من 50 جندي من سلاح المظليين الروسي بالاستسلام امام الميليشيات المحلية، بعد أن جرى نشر لطائرات هليكوبتر وراء خطوط العدو ومن ثم التخلي عنها.
امر يلتسين الجيش السوفياتي السابق بالتحلي بضبط النفس، لكنه لم يكن مستعدا ولا مدربا لهذا الغرض. الخسائر المدنية سرعان ما تصاعدت، وتم إبعاد السكان الشيشان ورفع مستوى العداء للقوات الفيدرالية، حتى بين أولئك الذين دعموا أصلا محاولات للإطاحة بدوداييف. مشكلات أخرى وقعت حين أرسل يلتسين المجندين المدربين حديثا من المناطق المجاورة لها، بدلا من الجنود النظاميين. الوحدات المتنقلة السريعة من المقاتلين الشيشان تسببت في خسائر فادحة للقوات الروسية القليلة التدريب والمحبطة. لجأت القيادة العسكرية الفيدرالية إلى تقنية سجاد متفجرات والرمي العشوائي لصواريخ المدفعية، مما تسبب في خسائر فادحة في صفوف المدنيين الشيشان والروس. في 29 ديسمبر، في حالة نادرة حقق الروس فوزا صريحا واستولت القوات الروسية المحمولة جوا على مطار عسكري بالقرب من غروزني وصدت هجوما مضادا للمدرعات الشيشانية في معركة خانكالا؛ وكان الهدف التالي هو المدينة نفسها. مع تضييق الروس الخناق على العاصمة الشيشانية بدأت الشيشان على عجل خطة دفاعية، وجمعوا القوات في المدينة.